# Berufsbildungswerk Neckargemünd
Das SRH Berufsbildungswerk Neckargemünd GmbH (BBWN) ist ein Unternehmen der außerbetrieblichen Ausbildung für junge Menschen mit besonderem Förderbedarf. Es wurde 1974 gegründet und gehört zur SRH Holding. Das Berufsbildungswerk beschäftigt ca. 750 Mitarbeiter und bietet mehr als 900 Plätze für Ausbildung und Berufsvorbereitung in über 40 staatlich anerkannten Berufen. Unter anderem werden Auszubildende via E-Learning ausgebildet.
Das Berufsbildungswerk Neckargemünd ist AZAV-zertifiziert. Es ist im Bereich der dualen Berufsausbildung für Menschen mit Handicap tätig. Pro Jahr werden etwa 200 qualifizierten Fach- und Nachwuchskräften ausgebildet. Praktika und betriebliche Ausbildungsabschnitte bei Unternehmen und externen Partnern sind ein wesentlicher Bestandteil der Ausbildungen. Mehrere Monate bis zur Hälfte der gesamten Ausbildungsdauer können dafür eingeplant werden. Nachwuchskräfte der Ausbildungsberufe im Bereich IT, Fachinformatik, Elektronik, Automatisierungs-, System- und Elektrotechnik werden ausgebildet.

## Standort
Das Berufsbildungswerk liegt in der Stadt Neckargemünd, etwa 10 km von Heidelberg entfernt.

## Ausbildung
Das BBWN bildet in mehr als 40 Berufen aus:
- Wirtschaft/Verwaltung:
Kaufmann für E-Commerce, Kaufmann für Digitalisierungsmanagement, Kaufmann für Büromanagement, Bürokraft, Büropraktiker, Fachangestellter für Medien- und Informationsdienste, Industriekaufmann, Kaufmann für Dialogmarketing, Kaufmann für Marketingkommunikation, Kaufmann im Gesundheitswesen, Servicefachkraft für Dialogmarketing, Steuerfachangestellter, Verwaltungsfachangestellter, Fachkraft für Lagerlogistik, Fachlagerist, Kaufmann im Einzelhandel, Verkäufer

- Elektrotechnik/Elektronik/IT:
Elektroniker für Automatisierungstechnik, Elektroniker für Energie- und Gebäudetechnik, Elektroniker für Geräte und Systeme, Elektroniker für Informations- und Systemtechnik, Fachinformatiker Anwendungsentwicklung, Fachinformatiker Systemintegration, Fachpraktiker für IT-Systemelektronik, Industrieelektriker, Informationselektroniker, IT-Systemelektroniker

- Metalltechnik/Fahrzeugtechnik/Produktdesign:
Kfz-Mechatroniker, Fachpraktiker für Kfz-Mechatronik, Fachkraft für Metalltechnik, Fachpraktiker für Technisches Produktdesign, Technischer Produktdesigner, Fachpraktiker für Industriemechanik, Industriemechaniker, Zweiradmechatroniker, Zweiradmechanikerwerker

- Kreativberufe:
Mediengestalter Bild & Ton, Mediengestalter Digital & Print
- Raumgestaltung/Farbtechnik:  Bauten- und Objektbeschichter, Maler und Lackierer
- E-Learning/Virtuelle Ausbildung:  Fachinformatiker via E-Learning, Bürokraft via E-Learning, Industriekaufmann via E-Learning, Kaufmann für Büromanagement via E-Learning, Technischer Produktdesigner via E-Learning

### Virtuelles Berufsbildungswerk
Viele junge Menschen mit Behinderung sind auf ein intaktes häusliches Umfeld angewiesen und benötigen beispielsweise konstante Pflegepersonen. Auch andere Einschränkungen können eine Berufsausbildung im „klassischen“ Berufsbildungswerk beeinträchtigen oder sogar unmöglich machen. Seit dem Jahr 2000 bildet das Berufsbildungswerk Neckargemünd diese Personengruppe im virtuellen Berufsbildungswerk (VBBW) über E-Learning aus. Auch die Online-Ausbildungsgänge führen zu einem regulären Abschluss vor der Industrie- und Handelskammer.
Ausbildung und Berufsschulunterricht finden in virtuellen Gruppenräumen statt. Dort arbeiten die Auszubildenden interaktiv mit Ausbildenden und Lehrenden, diskutieren online und lösen gemeinsam Aufgaben.
Folgende Berufe werden am VBBW angeboten: Fachinformatiker, Bürokraft, Industriekaufmann, Kaufmann für Büromanagement und Technischer Produktdesigner.

### Berufsvorbereitung
Die Berufsvorbereitung soll die Aufnahme einer Berufsausbildung oder einer beruflichen Tätigkeit ermöglichen. In einer Eignungsanalyse werden zunächst Stärken und Schwächen diagnostiziert, dann wird in einem Qualifizierungsplan die individuelle Förderung für jeden Teilnehmer festgelegt.
Während der Grundstufe lernen die Teilnehmer verschiedene Berufsrichtungen kennen. In der Förderstufe oder Übergangsqualifizierung findet eine gezielte Vorbereitung auf eine Berufsausbildung oder eine berufliche Tätigkeit statt. Dazu gehören auch Betriebspraktika und ein Bewerbungstraining.
Während der Berufsvorbereitung besteht die Möglichkeit, den Hauptschulabschluss nachzuholen.

### Berufsschule
An der privaten, staatlich anerkannten Berufsschule wird in kleinen Klassen handlungs- und projektorientiert unterrichtet. Der Unterricht verknüpft die Vermittlung von theoretischem Fachwissen mit praktischen Ausbildungsinhalten und fördert Fach-, Methoden- und Sozialkompetenzen.
Für lernschwache und für leistungsstarke Schüler gibt es Förderkurse und zusätzliche Angebote. Auszubildende, die sich dafür eignen, können während ihrer Ausbildung die Fachhochschulreife erwerben. Der  Erwerb der International Certification of Digital Literacy (ICDL) ergänzt das berufsbildende Angebot.
Seit 2010 ist die Berufsschule als UNESCO-Projektschule anerkannt.

### Gewerblich-technische Berufsfachschule
Die zweijährige private, staatlich anerkannte Berufsfachschule bietet jungen Menschen mit und ohne Behinderung die Möglichkeit, eine fachbezogene Mittlere Reife zu erlangen. Die sogenannte Fachschulreife berechtigt zum Besuch weiterführender Schulen wie dem Berufskolleg oder beruflichen Gymnasien. Bei anschließender Ausbildung kann die Berufsfachschule unter bestimmten Voraussetzungen als 1. Ausbildungsjahr anerkannt werden.

## Lernort Wohnen
Auftrag des Berufsbildungswerks ist es, die jungen Erwachsenen neben der fachlichen und schulischen Qualifikation in ihrer persönlichen Entwicklung und Selbstständigkeit so zu fördern, dass sie im Anschluss auf dem ersten Arbeitsmarkt nicht nur ihre Arbeit meistern, sondern auch ihren Lebensalltag. Das Bildungsunternehmen begleitet und berät die jungen Erwachsenen in ihrem Gesundheitsmanagement, unterstützt durch Lernangebote, soziales Kompetenztraining und sorgt dafür, dass sie sich sicher in der eigenständigen Haushaltsführung fühlen.
Das Berufsbildungswerk bietet verschiedene Wohn- und Betreuungsformen. In den Internaten leben die Auszubildenden in Einzel- und Doppelzimmern. In der näheren Umgebung befinden sich betreute Wohngemeinschaften und Einzelwohnungen sowie ein Boardinghouse.
Das Betreuungsangebot reicht von der Beratung in Fragen der Leben- und Haushaltsführung bis zur intensiven Unterstützung im persönlichen Tagesablauf.
Zur Freizeitgestaltung verfügt das Berufsbildungswerk über Sportplatz und Sporthalle, Kegelbahn, Bogenschießanlage und Bewegungsbad, eine Mediothek und eine Diskothek sowie mehrere Werkstätten (Holz-, Keramik-, Musik-, Medienwerkstatt). Zu den erlebnispädagogischen Angeboten zählen Hochseilgarten, Freeclimbing, Mountainbiking, Motocross und Kanufahren.

## Medizin und Therapie
Das Berufsbildungswerk Neckargemünd ist vorwiegend für junge Erwachsene mit körperlichen und psychischen Handicap oder speziellem Förderbedarf geeignet. Je nach individueller Erkrankung oder Beeinträchtigung sind Ärzte, Psychologen, Ergotherapeuten, Physiotherapeuten, Motopäden und Pflegefachkräfte vor Ort.

## Unterstützung während der Ausbildungszeit bei der Suche nach einem Job
Der Bereich ArbeitsIntegration im Berufsbildungswerk Neckargemünd unterstützt alle Absolventen frühzeitig und umfassend bei der Suche nach einem geeigneten Arbeitsplatz.
Die Vorbereitung auf den Arbeitsmarkt und die Suche nach einem passenden Arbeitsplatz beginnen schon während der Ausbildungszeit. Die Integrationsberater stehen während und nach der Ausbildung beratend und unterstützend zur Seite.